# Юваль
Юваль (ивр. יוּבַל‎; также Кфар-Юваль, ивр. כְּפַר יוּבַל‎) — мошав в долине Хула (Северный округ Израиля). Основан в 1952 году, административно относится к региональному совету Мевоот-ха-Хермон. Население в 2018 году 625 человек.

## География
Мошав расположен в Верхней Галилее между хребтами Хермон и Нафтали, в 5 км к северу от Кирьят-Шмоны и восточнее населённых пунктов Кфар-Гилади и Тель-Хай. Административно относится к региональному совету Мевоот-ха-Хермон. В связи с близостью к границе с Ливаном имеет статус населённого пункта в зоне конфликта.
Высота над уровнем моря — 140 м. Рядом с мошавом протекают ручьи, впадающие в реку Иордан, что дало ему название (с ивр. — «ручей»).

## История
Мошав основан в 1952 году репатриантами из Курдистана, проживавшими до этого в Иерусалиме, в рамках программы «Из города в деревню». Частично расположился на землях бывшей арабской деревни Абель-аль-Камх. В дальнейшем значительная часть основателей покинула этот населённый пункт и их место заняли репатрианты из Кочина (Индия) и Северной Африки.
15 июня 1975 года группа из четырёх боевиков из организации «Арабский освободительный фронт», проникшая в Израиль со стороны Ливана, захватила один из домов в Кфар-Ювале, убив 18-летнего Нехемию Йосеф-Хая и взяв в заложники остальных обитателей дома. Боевики выдвинули требования об освобождении из израильских тюрем ряда заключённых, в том числе архиепископа Илариона Капуччи, отбывавшего заключение за контрабанду оружия, и Кодзо Окамото — участника теракта 1972 года в аэропорту Лод. Дом был взят штурмом силами израильского спецназа; в ходе штурма погибли все боевики и участвовавший в операции добровольцем Яаков Мордехай, чья жена Симха была в числе заложников. Получившая тяжёлые ранения Симха скончалась в больнице. Были ранены ещё несколько заложников, в том числе Асаф, 11-месячный сын Яакова и Симхи Мордехай.

## Население
По данным Центрального статистического бюро Израиля, население на начало 2020 года составляло 638 человек.
Население растёт быстрыми темпами. По данным последней переписи населения, проводившейся в 2008 году, в мошаве проживали 480 человек. Медианный возраст равнялся 29 годам, около четверти населения составляли дети и подростки в возрасте до 17 лет включительно, около 6 % — люди пенсионного возраста (65 лет и старше). 83 % жителей родились в Израиле, из выходцев из других стран 80 % прибыли в страну не позднее 1960 года.
Около 50 % населения мошава в 2008 году состояли в браке. В среднем на женатую женщину приходилось 2,3 ребёнка. на домохозяйство — 3,1 человека, при этом одиночки составляли около трети всех домохозяйств. Из образовательных учреждений в Ювале имеется только детский сад. Дети младшего школьного возраста посещают начальную школу в Кфар-Гилади, старшего — среднюю школу в Кфар-Блюме.

## Экономика
2/3 населения Юваля в возрасте 15 лет и старше в 2008 году принадлежали к работоспособной части населения Израиля; все они были трудоустроены. Около 20 % работали в сельском хозяйстве, значительная часть жителей была также занята в операциях с недвижимостью, в образовательном секторе и в сфере предоставления социальных услуг.
В самом мошаве развиты сельскохозяйственный сектор (организованный как кооперативная структура) и туристический бизнес. Функционируют частные пансионы-«циммеры», имеются птичники для мясных и яйценоских пород, развито плодовое садоводство. Многие жители работают в близлежащих населённых пунктах (в том числе в Кирьят-Шмоне, северная промышленная зона которой располагается недалеко от мошава, а также в промышленной зоне и Академическом колледже Тель-Хая).
По состоянию на 2008 год, в 86 % домохозяйств имелся персональный компьютер, в 3/4 домохозяйств — как минимум один автомобиль (в 23 % — два и больше). На домохозяйство в среднем приходились 2,2 сотовых телефона. Среднее число жильцов на комнату в доме или квартире составляло 0,8 человека.